# 248 Lameia
248 Lameia eller 1959 LO är en ganska typisk huvudbältesasteroid.
Den upptäcktes av den österrikiske astronomen Johann Palisa den 5 juni 1885 i Wien och fick sitt namn efter Lamia, en älskare av Zeus.